# Pedro do Rosário
Pedro do Rosário är en kommun i Brasilien.   Den ligger i delstaten Maranhão, i den nordöstra delen av landet, 1 400 km norr om huvudstaden Brasília. Antalet invånare är 22 731.
Omgivningarna runt Pedro do Rosário är huvudsakligen savann. Runt Pedro do Rosário är det glesbefolkat, med 12 invånare per kvadratkilometer.